# ひきだすにほんご Activate Your Japanese!
『ひきだすにほんご Activate Your Japanese!』（ひきだすにほんご アクティベイト・ユア・ジャパニーズ）は、NHKワールドTVで放送されているドラマ形式のスキットで日本語を学習する語学番組である。2023年度は隔週月曜日10:30を初回として1日5回（10:30、15:30、21:30、火曜日2:30、7:30）、1回につき15分放送されている。
2022年2月に、国際交流基金とNHKエデュケーショナルが共同制作し、日本国外向け、並びに日本国内に居住する在日外国人に向けて日本語の基礎と日本文化を広く理解してもらうことを目的に企画された。
同番組のメインとなるドラマ形式のスキット「スアン日本へ行く！」（全24景）は、ベトナム人の日本留学生・スアン（演：フォンチー）がホテルでの勤務経験を通して、様々な日本文化に触れながら成長するとともに、日本語でのコミュニケーション能力を高める姿を描いたもので、黒子風のキーホルダー・やんす（声：くまいもとこ）がスアンの日本語の指南役を務める。
その他、日本語の表現を様々な角度から楽しむ「オノマトペ」や、在日外国人が実際に日本で生活している様子を、地域の視点を通して見つめる「ニッポンのセンパイ」のコーナーで構成されている。

## スキット「スアン日本へ行く！」

### 出演者（スアン日本へ行く！）
主人公
- グエン・マイ・スアン（ベトナム人）：フォンチー
- やんす（声）：くまいもとこ

グランド大宮ホテル従業員
- 太田はな：ふせえり
- 柳沢麗：松大航也
- 阪本すみれ：ヒコロヒー
- モニカ・フェヘイラ（ブラジル人）：ワケド・ファジレ
- ダニー・アディティヤ（インドネシア人）：スティーブ・シアウ
- 須藤明：辻本耕志

スアンの周辺の人物
- カーン・ユルドゥズ（トルコ人）：ムズラックル・ハリト
- 佐々木権三（アパートの大家）：渡辺哲
- 佐々木葵（権三の孫・高校生）：畑芽育
- 御法川敬（グランド大宮ホテルの常連客の小説家）：吉田ウーロン太

### 各回のテーマ
1. 夢への第一歩（質問して相手に話してもらう）
2. もう一度聴く勇気（効率的に聞き返す）
3. 言葉にしなきゃ伝わらない（自分の知っている言葉で言えることをいう）
4. 理想の部屋に住みたい（思い出せない言葉を「なんとか」で置き換える）
5. あの人と仲良くなりたい！（共通の話題を見つけて話しかける）
6. 聞くは一時の恥（間違っていたかどうかを自分から聞く）
7. 話は終わっていないのに…（「今考えている」ということを相手に伝える）
8. 確認しながらチャレンジ（相手に確認しながら話す）
9. 「聞いているよ！」を伝えよう（効果的なあいづちを打つ）
10. わかりやすく伝えるやさしさ（短く、シンプルに言い換える）
11. なるべく早くって難しい（具体的な時間を確認する）
12. 会話を気持ちよく終わらせろ（会話を終わらせたいというサインを出す）
13. お客様目線って何？（何を挙げて説明する）
14. 思い出せなくても大丈夫（思い出せない言葉の代わりに特徴を並べる）
15. 人の意見は様々（意見を聞き、話し合いに誘い入れる）
16. 話題を変えるなら（話題を変えることを先に伝える）
17. 反対意見も言い方次第（相手の意見を認めてから、反対意見をいう）
18. 視野を広げろと言われても（例を引き出す）
19. 一歩でも前に進む（発言の許可を得る）
20. お願いしているのに！（お願いがあることを先に伝える）
21. あれを使えば！（図を使って説明する）
22. 想定外のオシゴト!?（情報を整理して、要点を説明する）
23. 自分のやりたいこと（今出ている意見の要点を確認する）
24. 新たなるスタート（周りの人に確認しながら、新しい表現を使ってみる）

## その他

### 出演者（その他）
- オノマトペナレーター：ベッキー
- 日本のセンパイナレーター：亀井佐代子、マシューまさるバロン

### オノマトペの各回のテーマ
1. すっきり
2. ほっとする
3. ばっちり
4. どきどき
5. ばたばた
6. ぱらぱら
7. ごろごろ
8. ぴったり
9. ぼーっとする
10. へとへと
11. すぱっと
12. じーんとする
13. もやもや
14. そっと
15. ぱぱっと
16. どんどん
17. わくわく
18. ぶらぶら
19. きらきら
20. 食べ物（1）
21. （同2）
22. ぎりぎり
23. こつこつ
24. うとうと